# Torre La Previsora
La Torre La Previsora est un gratte-ciel de bureaux de 117 mètres de hauteur construit à Caracas au Venezuela en 1972. Il abrite des locaux des assurances La Previsora.
L'immeuble a une structure triangulaire, une forme très rare parmi les gratte-ciel
L'architecte est Francisco Javier Pimentel Malaussena